# Редкино (Тверская область)
Ре́дкино — посёлок городского типа в Конаковском районе Тверской области России. Образует городское поселение посёлок Редкино.

## География
Расположен на Верхневолжской низине, в 5 км от Волги и к северу от Шошинского плёса Иваньковского водохранилища, в 39 км к юго-востоку от Твери. Железнодорожная станция на линии Москва — Санкт-Петербург.

## История
Первые упоминания о селе Редкино относятся к XVI веку.
Большое влияние на развитие поселения оказала Николаевская железная дорога, строительство которой началось в 1843 году. Предполагалось провести её по прямой линии, которая проходила бы через село Козлово, деревни Дмитрово, Андреевское, Чуприяновку, в соответствии с проектом уже построили насыпь на протяжении десяти вёрст. Однако для удешевления проекта, чтобы не перекрывать мостами реки Ламу, Шошу и Инюху, строители отклонились от него и провели дорогу через Редкино.
В 1890-х гг. у станции Редкино началась промышленная разработка торфа на месторождении Галицкий Мох. В 1900 году Николаевской железной дорогой было начато строительство Редкинского торфококсовального завода для производства торфяного кокса. Строительство было завершено через два года, однако в 1905 году завод сгорел и был восстановлен лишь в 1920 г.
Во время строительства Иваньковского водохранилища в 1936 году в Редкино была переселена часть жителей затапливаемых по берегам Шоши деревень. Население увеличилось до 4 тыс.
В предвоенные годы Редкинский завод превратился в торфохимический комбинат, состоявший из коксозавода и торфоразработок, эксплуатирующих торфяное болото Галицкий Мох. При заводе существовало фабрично-заводское училище, реорганизованное в 1940 году в ремесленное.
16 января 1939 года Редкино получает статус посёлка городского типа. В это время он относится к Завидовскому району Калининской области.
В период войны, когда началось наступление немецких войск под Москвой, был получен приказ об уничтожении складов и выведении из строя цехов завода. Ранее часть оборудования была эвакуирована в Нижний Тагил. 16 ноября 1941 года здания завода были взорваны. В тот же день немцы вступили в посёлок и двинулись на юг, оккупировав большую часть Завидовского района. Оккупация длилась с 17 ноября до 13 декабря 1941 г. Работа завода возобновилась в 1942 году.
Редкинский завод с 1920-х по 1990-е годы был градообразующим предприятием. С 1950-х гг. он получает статус опытного завода при Министерстве нефтяной промышленности СССР и выпускал различную химическую продукцию от искусственного жидкого топлива до кремнийорганических мономеров и полимеров. В 1991 году РОЗ был реорганизован. Сегодня на его промышленной площадке действует несколько предприятий, в том числе крупнейший в России завод по производству антипригарной посуды «ПоварЛюкс».
В 2005 году в ходе муниципальной реформы Редкино получило статус городского поселения.

## Население
| 1939    | 1959    | 1970    | 1979    | 1989    | 2002    | 2009    |
| ------- | ------- | ------- | ------- | ------- | ------- | ------- |
| 1918    | ↗8418   | ↗12 233 | ↗14 864 | ↘13 448 | ↘11 887 | ↘11 427 |
| 2010    | 2012    | 2013    | 2014    | 2015    | 2016    | 2017    |
| ↗11 703 | ↘11 621 | ↘11 551 | ↘11 507 | ↘11 455 | ↘11 336 | ↘11 317 |
| 2018    | 2019    | 2020    | 2021    |         |         |         |
| ↘11 191 | ↘11 060 | ↘10 867 | ↘9634   |         |         |         |

Самый крупный посёлок городского типа в Тверской области.

### Известные жители
- Коровушкин, Сергей Александрович (р. 1979) — футболист.
- Хролова, Ирина Олеговна (1956—2003) — поэтесса.
- Шаталкин, Александр Васильевич (1924—1946) — наводчик орудия, Герой Советского Союза (1944).
- Лидия Андреевна Базанова (1920—1944) — разведчица, участница Великой Отечественной войны.

## Экономика
В посёлке действуют заводы: железобетонных изделий, по производству сайдинга, стеклохолста, алюминиевой посуды с антипригарным покрытием. Также работают опытное конструкторское бюро автоматики (автоматизация и механизация химико-технологических предприятий и производств), Редкинский опытный завод (проведение опытных работ в области элементоорганического синтеза и пиролитических процессов).
В Редкино действует крупная промышленная площадка, на которой осуществляется строительство ряда новых предприятий, в том числе с иностранными инвестициями.
Объём отгружённых товаров собственного производства, в обрабатывающих производствах 2009 года составил 2,00 млрд руб.

## Инфраструктура
В посёлке имеются три общеобразовательные школы, профессионально-техническое училище, медико-санитарная часть.